# 昂埃
昂埃（法語：Anhée，法語發音：[ɑ̃e]）是比利时瓦隆大区那慕爾省迪南区的一个市镇，通行法语，是比利时法语社群的一部分，面积65.67平方千米，人口7,117人（2018年1月1日）。

## 地名
该地名“Anhée”发音为[ɑ̃e]而非[ɑ̃ne]，《世界地名翻译大辞典》与《世界地名译名词典》将其误译作“昂内”。